# Svartnäbbad sporrgök
Svartnäbbad sporrgök (Centropus bernsteini) är en fågel i familjen gökar inom ordningen gökfåglar.

## Utseende och läte
Svartnäbbad sporrgök är en medelstor sporrgök, helsvart med mörkt öga. Arten liknar fasansporrgöken, men svartnäbbad sporrgök skiljer sig på det mörka ögat och enfärgat svarta vingar utan tvärbandning. Lätet består av en fallande serie med "hoop", ofta utfört i duett.

## Utbredning och systematik
Svartnäbbad sporrgök behandlas antingen som monotypisk eller delas in i två underarter med följande utbredning:
- Centropus bernsteini bernsteini – förekommer på västra och centrala Nya Guinea
- Centropus bernsteini manam – förekommer på ön Manam (utanför nordöstra Nya Guinea)

## Levnadssätt
Svartnäbbad sporrgök hittas i skogsbryn, buskmarker och gräsmarker. Den är tillbakadragen men är inte lika svår att få syn på som vissa andra sporrgökar; ibland ses den sitta exponerat i det öppna för att ljuda sitt läte eller för att torka efter regnfall.

## Status
Arten har ett stort utbredningsområde och beståndet anses stabilt. Internationella naturvårdsunionen IUCN listar den därför som livskraftig (LC).

## Namn
Fågelns vetenskapliga artnamn hedrar Heinrich Agathon Bernstein (1828-1865), en tysk läkare, zoolog och samlare av specimen. På svenska har den tidigare kallats mindre svartsporrgök.